# Mohamed Bahari
Mohamed Bahari, né le 29 juin 1976 à Sidi Bel Abbès, est un boxeur algérien qui concourait dans les poids moyens et mi-lourds. Il a remporté la médaille de bronze aux Jeux olympiques de 1996 à Atlanta dans la catégorie des moins de 75 kg.

## Palmarès
Jeux olympiques
- Médaillé de bronze dans la catégorie des poids moyens aux jeux olympiques de 1996 à Atlanta, États-Unis.

Championnats d'Afrique
- Médaillé d'or dans la catégorie des poids mi-lourds lors des championnats d'Afrique 1998.
- Médaillé d'argent dans la catégorie des poids moyens lors des championnats d'Afrique 1994.

Jeux africains
- Médaillé d'or dans la catégorie des poids moyens lors des Jeux africains de 1995 à Harare, Zimbabwe.
- Médaillé d'or dans la catégorie des poids mi-lourds lors des Jeux africains de 1999 à Johannesbourg, Afrique du Sud.

Jeux panarabes
- Médaillé d'argent dans la catégorie des poids moyens lors des Jeux panarabes de 1997 à Beyrouth, Liban.